# Dan Quayle
Dan Quayle, teljes nevén James Danforth Quayle (Indianapolis, 1947. február 4. –) az Amerikai Egyesült Államok 44. alelnöke George H. W. Bush alatt (1989–1993). Képviselőként és szenátorként is szolgált Indiana állam képviseletében.
Indianapolisban született, de gyermekkora nagy részét Arizonában töltötte. 1974-ben szerzett jogi doktorátust az Indiana University School of Lawn, és 1972-ben vette feleségül Marilyn Tuckert. Huntingtonban dolgozott ügyvédként, mielőtt 1976-ban, 29 évesen a képviselőház tagjává választották. 1980-ban lett a szenátus tagja.
1988-ban George H.W. Bush akkori alelnök és republikánus elnökjelölt felkérte alelnök-jelöltjének. A választást Bush nyerte a demokrata Michael Dukakis előtt. Alelnöki periódusa alatt 47 országban tett hivatalos látogatást, és a National Space Council elnökévé nevezték ki. 1992-ben ismét ő lett Bush alelnökjelöltje, de vereséget szenvedtek Bill Clintonnal és Al Goreral szemben.
1996-ban adta közzé emlékiratait. Ebben az időszakban betegsége miatt nem indult választásokon. 2000-ben versenybe szállt a republikánus elnökjelöltségért, de alulmaradt George W. Bushsal szemben.

## Fordítás
- Ez a szócikk részben vagy egészben a Dan Quayle című angol Wikipédia-szócikk ezen változatának fordításán alapul.  Az eredeti cikk szerkesztőit annak laptörténete sorolja fel. Ez a jelzés csupán a megfogalmazás eredetét és a szerzői jogokat jelzi, nem szolgál a cikkben szereplő információk forrásmegjelöléseként.